# نورا (شهرستان آلای)
نورا (به لاتین: Nura) یک روستا در قرقیزستان است که در استان اوش واقع شده‌است. نورا ۸۹۱ نفر جمعیت دارد و ۳٬۳۶۲ متر بالاتر از سطح دریا واقع شده‌است.